# حادث قطار كولورا
حادث قطار كولورا في ليلة 23 يونيو 2019 حوالي الساعة 11 مساءً كان قطار أوبابان إكسبريس من سيلهيت في طريقه إلى العاصمة دكا. أثناء المرور عبر بربخ حدثت كارثة أدت إلى وفاة 5 ومئات الجرحى. تضرر 1 كم من خط السكك الحديدية.

## الوصف
في يوم وقوع الحادث صعد قطار أوبابان إكسبريس عددًا كبيرًا جدًا من الركاب. أدت أعمال بناء جسر فوق نهر تيتاس على طريق دكا- سيلهيت السريع إلى زيادة عدد الركاب الراغبين في السفر بالسكك الحديدية.
أثناء مروره بمحطة سكة حديد كولورا زاد سائق القطار السرعة فجأة. في حوالي الساعة 11:30 مساءً قبل المرور فوق قناة باراشارا في بارامتشال انفصلت 10 عربات عن العربات السبعة التي أمامها. سقطت إحدى العربات المنفصلة في القناة. انقلبت اثنتان من العربات المنفصلة المتبقية وسقطتا على الأرض المجاورة وخرجت العربات الست الأخرى عن مسارها وسقطت على جانب خط السكة الحديد.
بعد الحادث جاء السكان المحليون والشرطة لإنقاذ. ثم انضم إليهم حرس الحدود البنغلاديشي. شكلت وزارة السكك الحديدية لجنتي تحقيق منفصلتين في 24 يونيو لمعرفة سبب حادث قطار كولورا.